# مقبرة الإنكليز في بغداد
مقبرة حرب بغداد (البوابة الشمالية) هي مقبرة في بغداد في العراق. تحتوي المقبرة على 4480 رفاة وشاهد. وضعت علامة على العديد من المقابر بواسطة شواهد قبور لجنة الكومنولث للحرب (CWGC). تخلد مقابر CWGC في المقبرة ذكرى العسكريين الذين قتلوا في البلاد في الحرب العالمية الأولى والحرب العالمية الثانية. في عام 2012، اصلح 511 شاهد لقبور CWGC بقواعد خرسانية جديدة وجدد سياج المقبرة.
بالإضافة إلى مدافن الكومنولث وإحياء ذكراها، يوجد 127 مقبرة حرب لجنسيات من الحربين العالميتين الأولى والثانية في المقبرة، بما في ذلك 100 مقبرة تركية و 41 مقبرة مدنية.
تقع المقبرة في الوزيرية منطقة الرصافة ببغداد. المدخل الرئيسي لمقبرة بوابة الشمال مقابل كلية الآداب ومعهد الإدارة في جامعة بغداد.
انتج مجلدين من قائمة الشرف الخاصة بمدافن وإحياء ذكرى قوات الكومنولث في المقابر العراقية، وهو متاح للعرض في مقر لجنة مقابر الكومنولث الحربية في مايدنهيد [الإنجليزية] في بيركشاير، إنجلترا.
رعى المقبرة وحرسها ثلاثة أجيال من عائلة فيري.
نشرت مقالة إيان كوبين [الإنجليزية] عام 2002 في صحيفة التايمز بالتفصيل أعمال التخريب الأخيرة ضد مقابر البريطانيين ومقابر الكومنولث في العراق. في مقبرة البوابة الشمالية، أزيلت شواهد القبور من القبور وشوه ضريح مود بكتابات على الجدران.
ذكرت مقالة نشرت عام 2020 في صحيفة التايمز أن المقبرة مهملة، يغطي العديد من القبور طين كثيف. المقبرة مليئة بالقمامة التي ألقاها المارة.

## شخصيات معروفة
اللفتنانت جنرال (المملكة المتحدة) [الإنجليزية] السير فريدريك ستانلي مود. استبدل قبره الأولي وعلامته بهيكل أكثر تفصيلاً ثم وضع في هيكل ضريح صغير على جدرانه ركب شاهد قبر نموذجي لـ CWGC. نقش على شاهد قبره CWGC يقول: "أنا القيامة والحياة". خاض معركة جيدة. حفظ العهد."

## روابط خارجية
- Cemetery details. Commonwealth War Graves Commission.
- Baghdad (North Gate) War Cemetery at Find a Grave